# توماس بي. كاي
توماس بي. كاي (بالإنجليزية: Thomas B. Kay)‏ هو سياسي أمريكي، ولد في 28 فبراير 1864 في ترنتون في الولايات المتحدة، وتوفي في 29 أبريل 1931 في سايلم في الولايات المتحدة. حزبياً، نشط في الحزب الجمهوري. وقد انتخب أمين صندوق الدولة ‏ وانتخب عضو مجلس ولاية أوريغون وانتخب عضو مجلس نواب أوريغون.